# Schmidt Hammer Lassen Architects

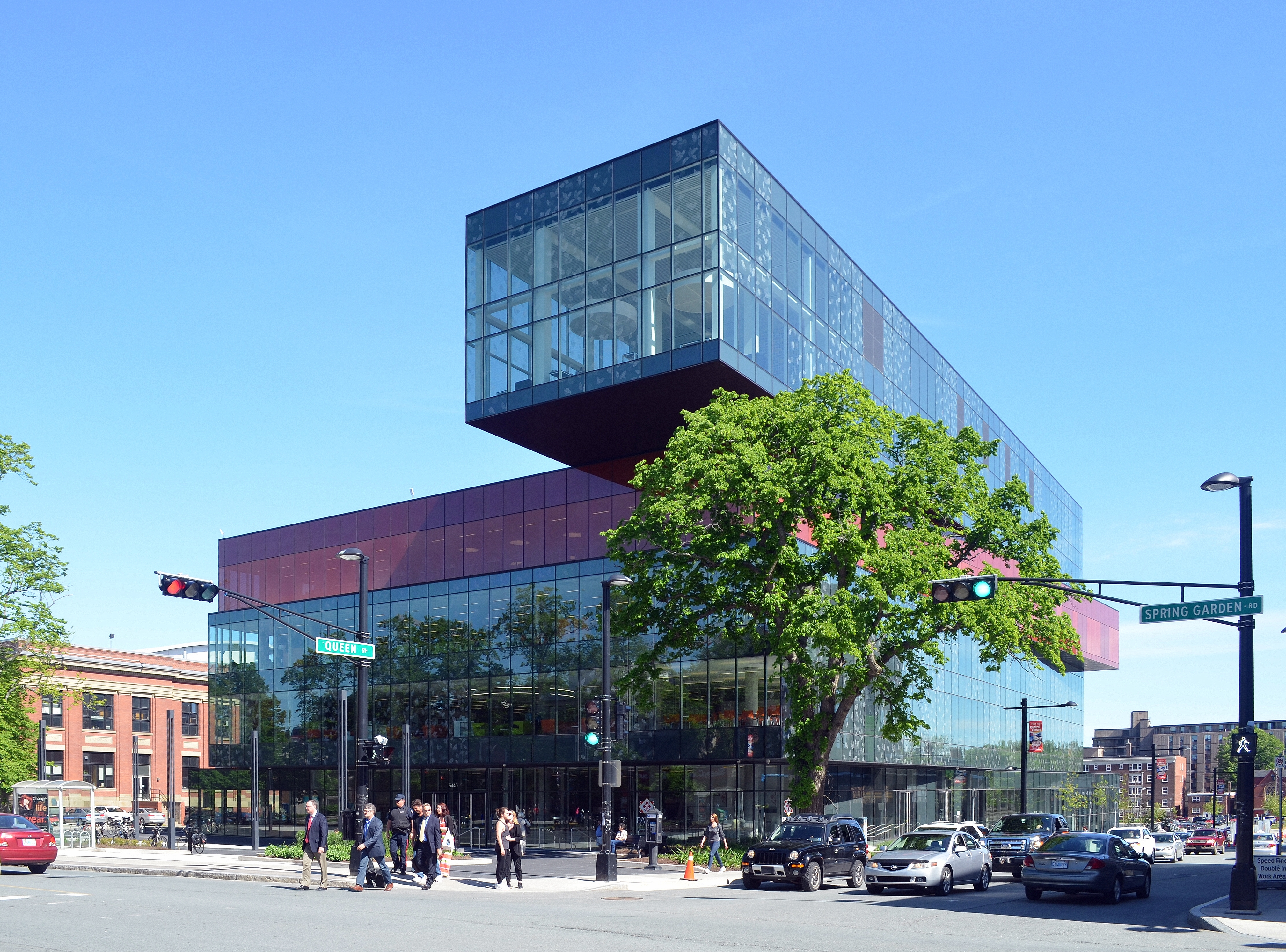
Halifax central library. 2015

Schmidt Hammer Lassen Architects es un estudio de arquitectura fundado por un grupo de arquitectos daneses en 1986 en Aarhus, Dinamarca. Actualmente cuenta con tres oficinas en Aarhus, Copenhague, y Shanghái.

## Historia

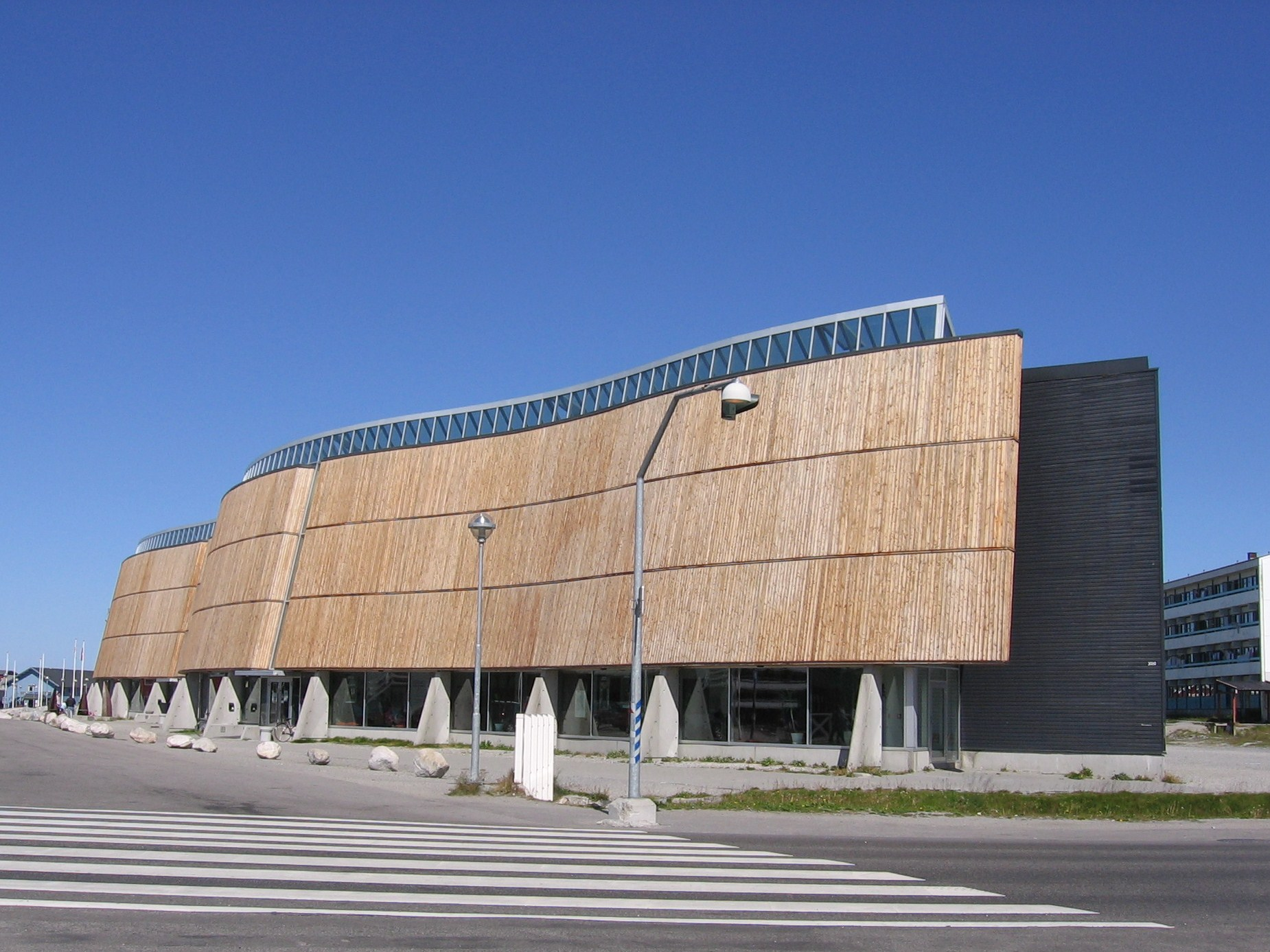
Centro de la Cultura Katuaq en Nuuk, Groenlandia

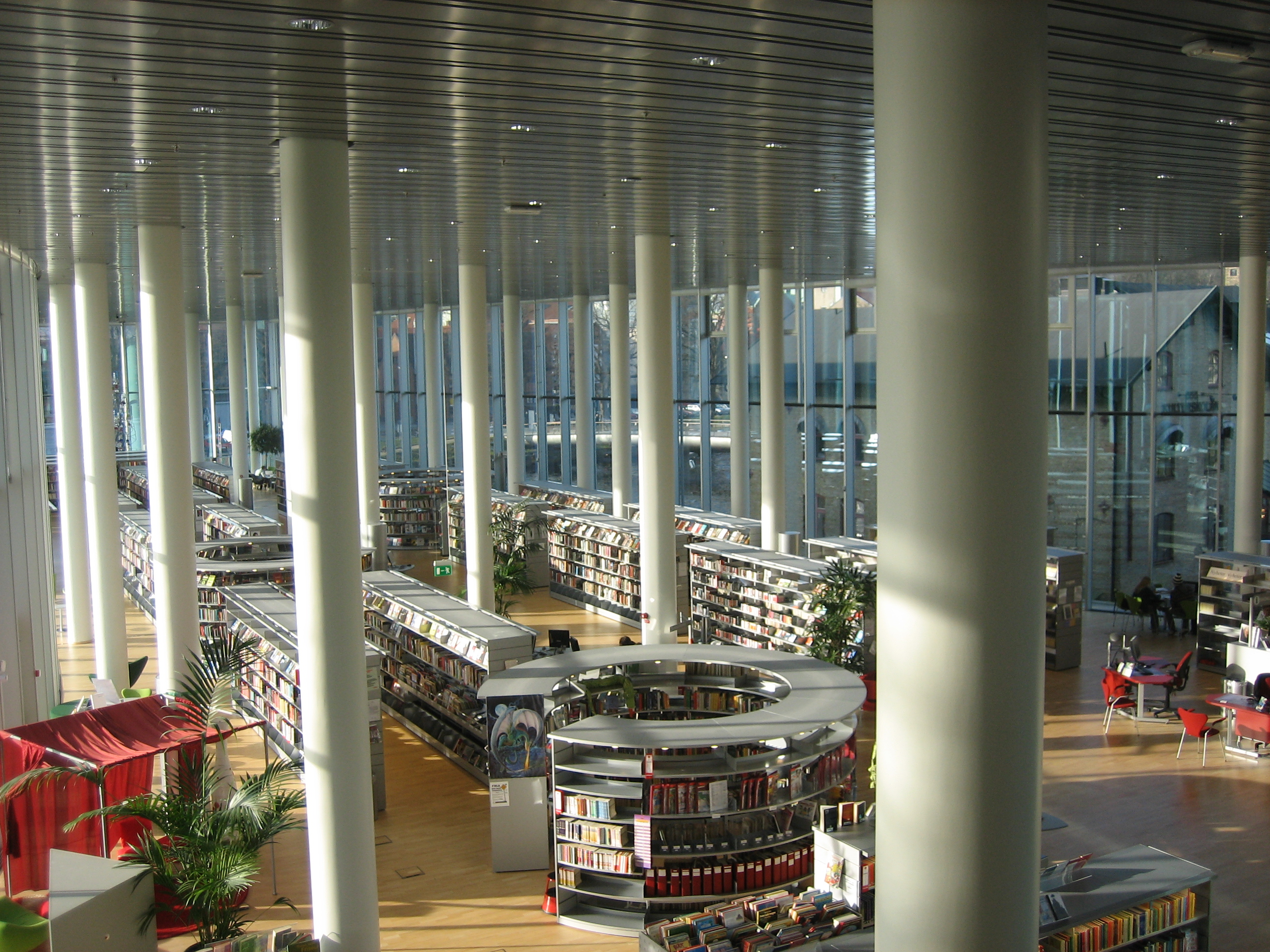
Halmstad Biblioteca

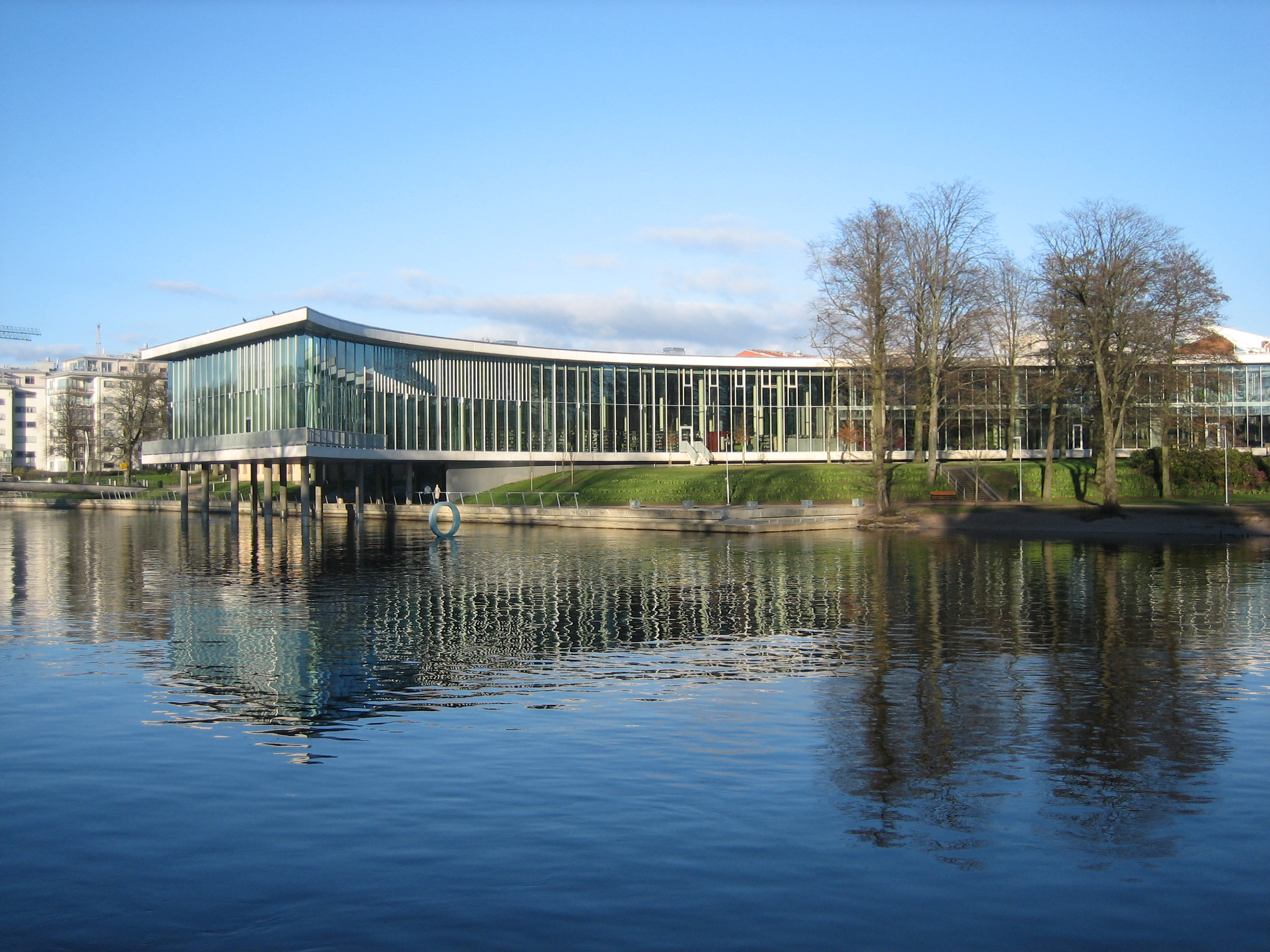
Halmstad Biblioteca

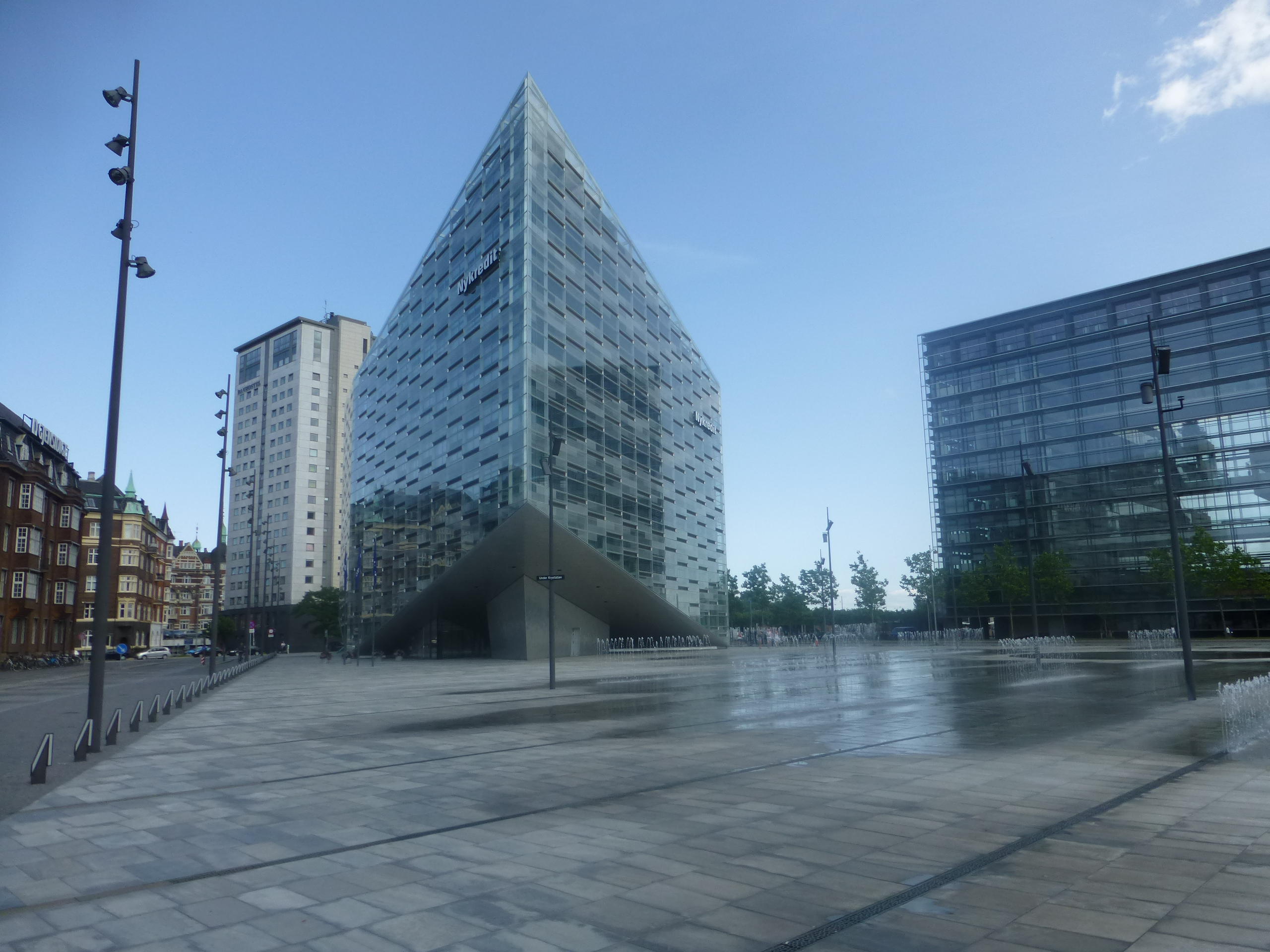
El Cristal en el barrio de Vesterbro, en Copenhague

Schmidt Hammer Lassen Architects fue establecida en 1986 por Morten Schmidt, Bjarne Hammer y John F. Lassen.
El grupo actual de socios incluye a Morten Schmidt, Bjarne Hammer, John F. Lassen, Kim Holst Jensen, Kristian Lars Ahlmark, Chris Hardie y Rong Lu. La gestión diaria de la práctica es responsabilidad del CEO Bente Damgaard.
Su práctica tiene una gran trayectoria como diseñadores de edificios culturales de alto perfil; galerías de arte, complejos educativos y bibliotecas. Los proyectos incluyen el edificio de oficinas Amazon Court en Praga, el City of Westminster College en Londres, la Sir Duncan Rice Library de la Universidad de Aberdeen en Escocia y una serie de proyectos de construcción y planes maestros en China.
Su proyección tuvo su mayor avance con el Centro de Cultura Katuaq en Nuuk, Groenlandia, finalizado en 1997. El proyecto en Nuuk fue seguido por el primer premio en el concurso internacional para la extensión de la Biblioteca Real de Dinamarca en el puerto de Copenhague. Completada en 1999, la extensión de la biblioteca, también conocida como Black Diamond, se ha convertido en uno de sus edificios más conocidos.
Otro proyecto importante es el ARoS Art Museum en Aarhus, Dinamarca, que se completó en 2004. En mayo de 2011, la obra de arte Your rainbow panoramic, de Olafur Eliasson, se inauguró oficialmente en la azotea del museo.
En 2010, Schmidt Hammer Lassen Architects ganó el concurso para diseñar las primeras instalaciones permanentes para la Corte Penal Internacional (ICC) en La Haya, Países Bajos. La Corte Penal Internacional es el primer tribunal penal internacional permanente, basado en un tratado, establecido para ayudar a poner fin a la impunidad de los autores de los crímenes más graves que preocupan a la comunidad internacional. Fue fundado en 2002 y actualmente tiene 122 países miembros. El edificio está diseñado para transmitir esperanza, confianza y fe en la justicia.
En 2011, Schmidt Hammer Lassen estableció una oficina en Shanghái para servir a su creciente base de clientes en Asia. Los proyectos actuales en progreso incluyen dos nuevos proyectos de campus sostenibles para China Mobile, una nueva oficina junto al Pabellón Chino en el sitio de la Expo Shanghái 2010, un nuevo Teatro musical de 1800 asientos que forma parte de un nuevo desarrollo cultural llamado Centro Dream y un Museo de Arte privado a orillas del río Huang Pu. En la cercana Ningbo, la oficina está supervisando la sede de Ningbo Daily Newspaper Corporation, un hogar cultural de 125.000 m² para el sindicato de Ningbo, y la nueva biblioteca central para la Ningbo East New Town, cuya finalización está prevista para 2017.

## Filosofía arquitectónica

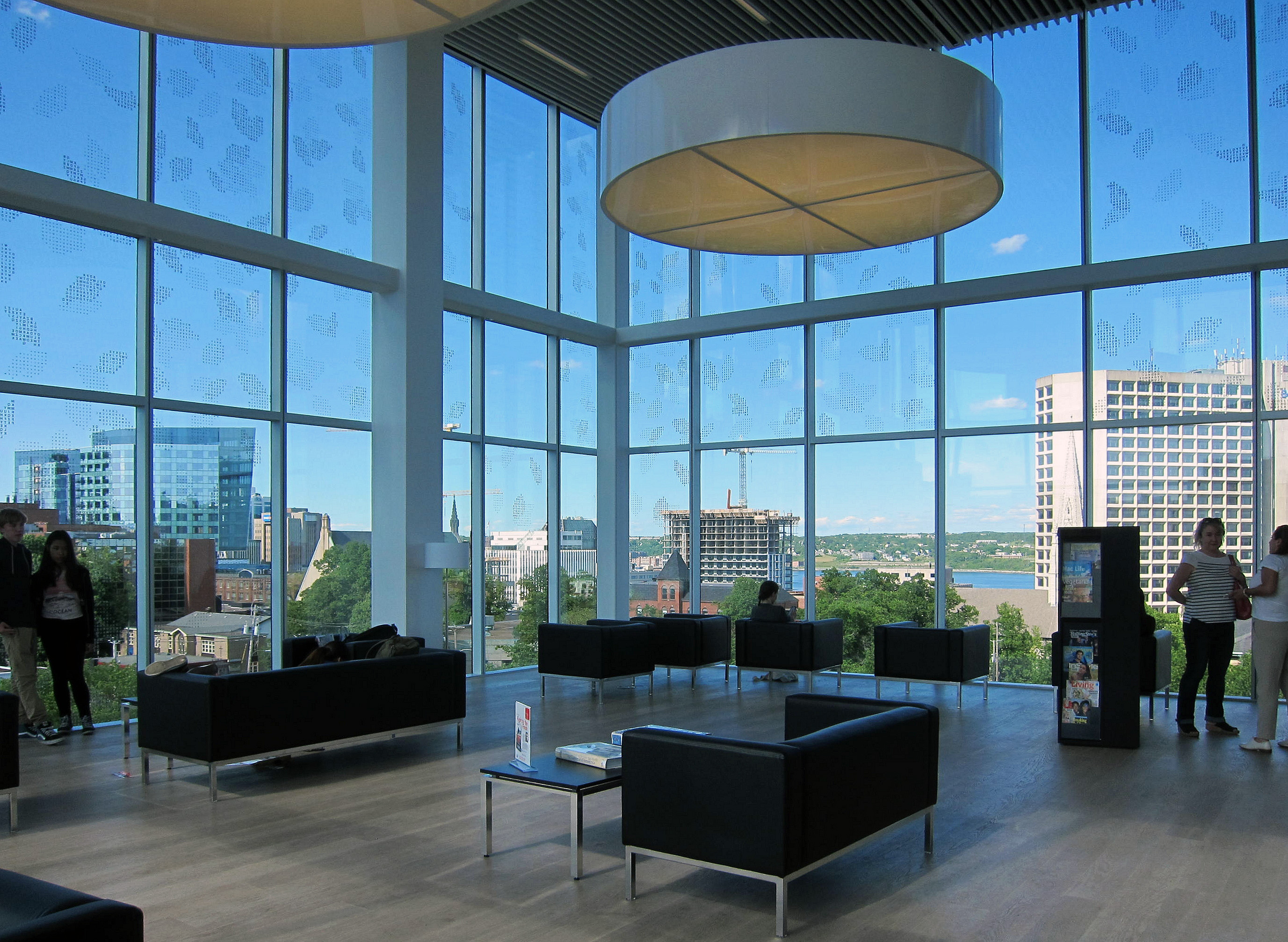
Biblioteca de Halifax. Living Room

El denominador común que subyace a sus trabajos es un enfoque democrático de una arquitectura centrada en las personas, el material, el espacio y la luz.

## Diseño de productos
El trabajo de Schmidt Hammer Lassen Architects también incluye diseños de muebles y productos, como parte integral de los proyectos arquitectónicos a gran escala, como el Black Diamond y ARoS, y también como diseños independientes. Iniciados con la intención de elevar la calidad general de los proyectos arquitectónicos, el diseño de Schmidt Hammer Lassen es un departamento independiente que trabaja en diseños relacionados con la arquitectura y productos independientes con fabricantes internacionales.
La gama de productos actual incluye lámparas para Philips Lighting, Lampas y Focus, muebles de interior para Piiroinen y DJOB Montana, muebles de exterior para Veksoe. Los diseños incluyen la silla Flakes, Focus Lighting, Idea Water Fixtures y Swan Neck. El departamento de diseño también crea piezas únicas, como el mostrador de recepciones escultóricas de Danfoss.
La firma también crea diseños de interiores, como la tienda de joyería Bodil Binner.

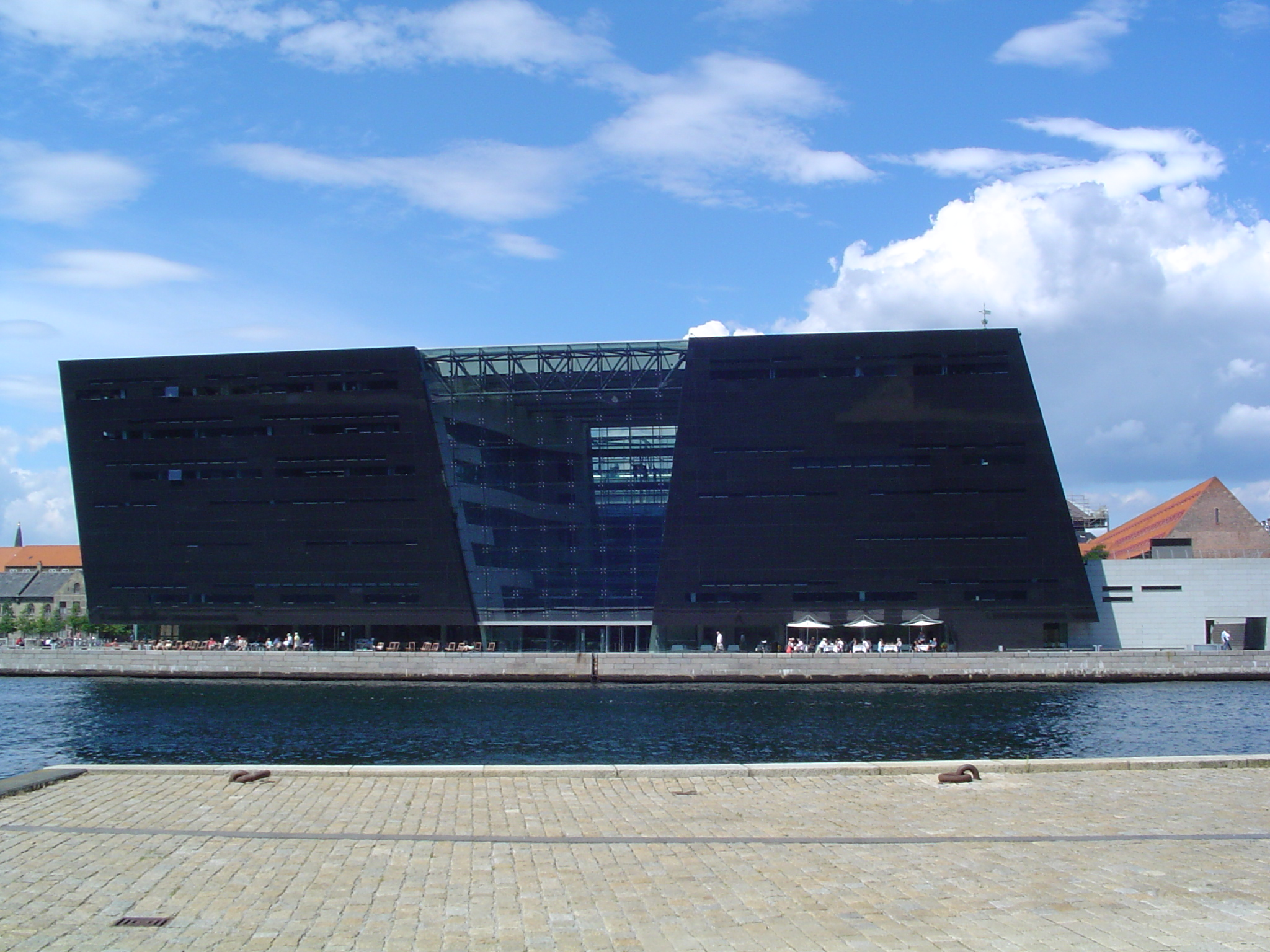
La Biblioteca real de Copenhague

## Obras seleccionadas

### Completadas
1997
- Katuaq Culture Centre, Nuuk, Greenland (completed 1997)

1999
- Black Diamond, Danish Royal Library, Copenhagen, Denmark (completed 1999)

2001
- Nykredit Headquarters, Copenhagen, Denmark (completed 2001)[3]

2003

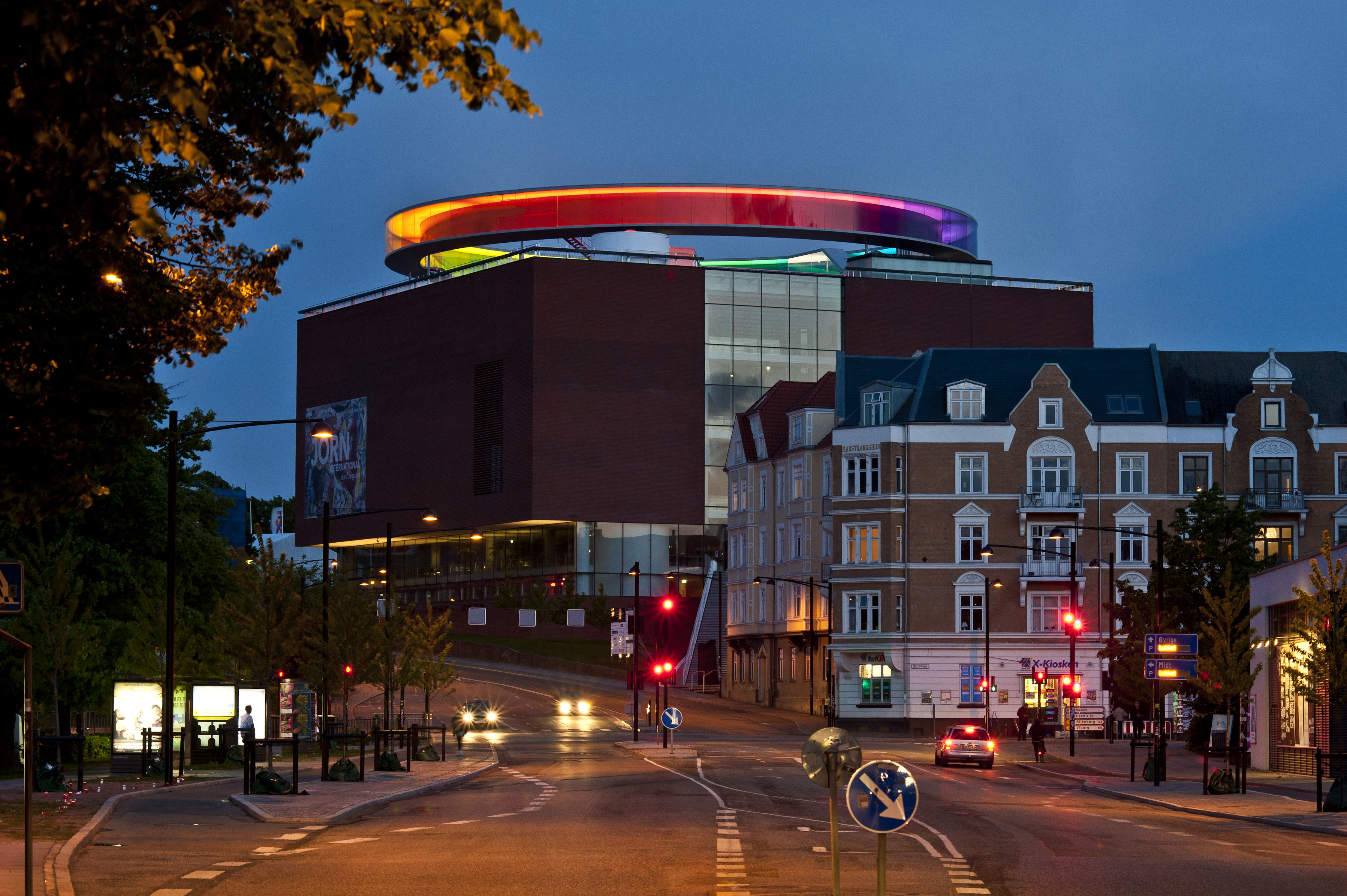
Aros rainbow panorama. Aarhus

- ARoS Aarhus Kunstmuseum, Aarhus, Denmark (completed 2003)

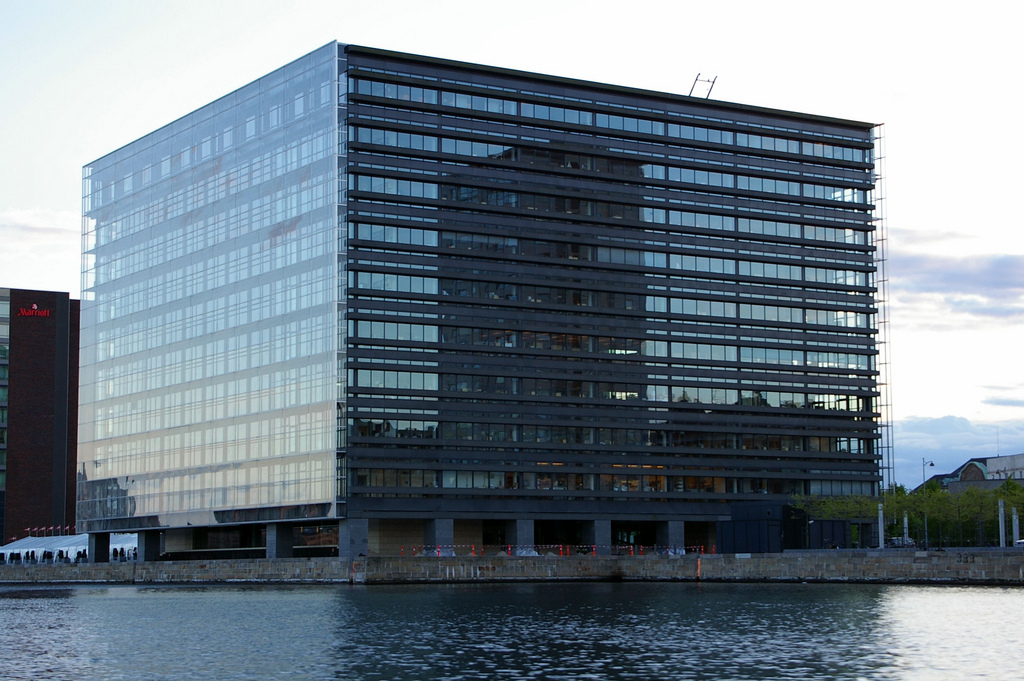
Bykredit Building, Copenhagen

2006
- Halmstad Library, Halmstad, Sweden (completed 2006)
- University of Aberdeen Sir Duncan Rice Library, Aberdeen, Scotland (competition win 2006)[4]

2007
- Performers House, Silkeborg, Denmark (completed 2007)

2009
- Scania and Blekinge Court of Appeal, Malmö, Sweden (completed 2009)[5]
- Thor Heyerdahl College, Larvik, Norway (completed 2009)[6]

2010
- Amazon Court. PragaAmazon Court, Prague, Czech Republic (2010)

2011

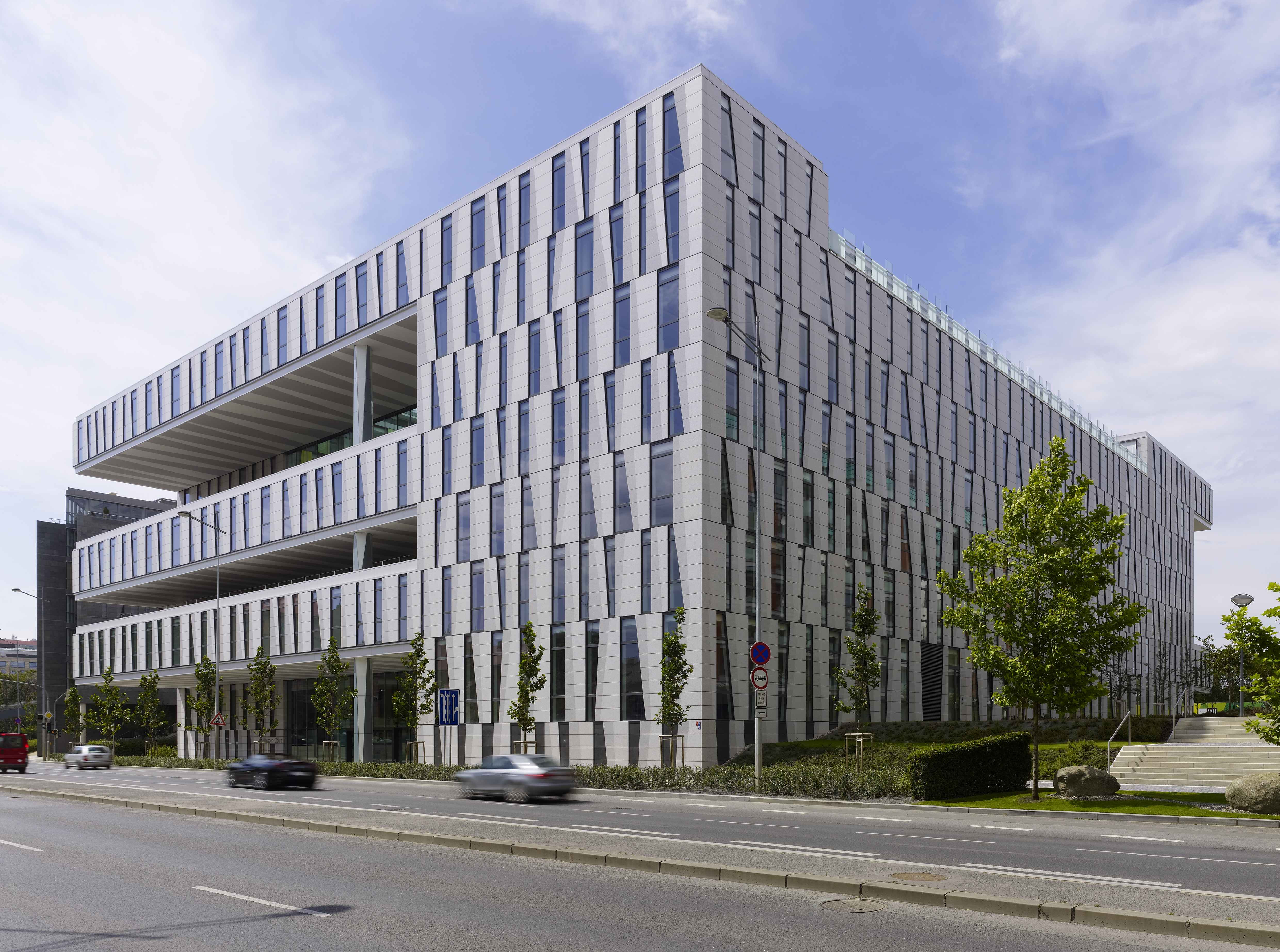
Amazon Court. Praga

- City of Westminster College, Paddington Green campus London, UK (2011)
- The Crystal, Copenhagen (2011)[7]

2013
- Cathedral of the Northern Lights, Alta, Norway (completed 2013)[8]

2014
- Halifax Central Library, Halifax, Nueva Escocia, Canadá (completed 2014)[9]

2015

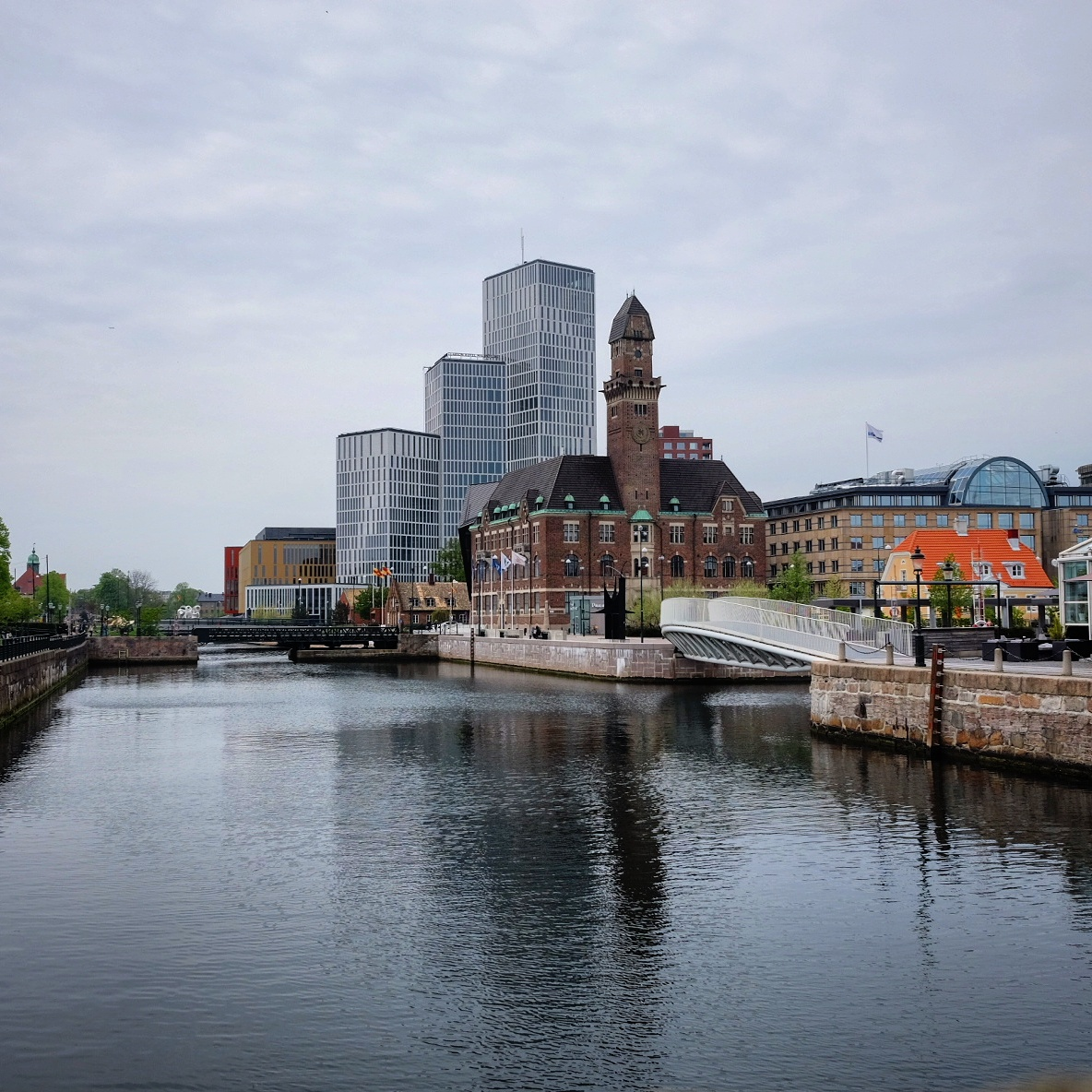
Malmö Live

- Malmö Live, Concert Hall and Conference Centre, Malmö, Sweden (competition win May 2010, completed 2015)
- International Criminal Court, The Hague, Netherlands (completed 2015)[10]
- DOKK1 Urban Mediaspace, Aarhus, Denmark (completed June 2015)

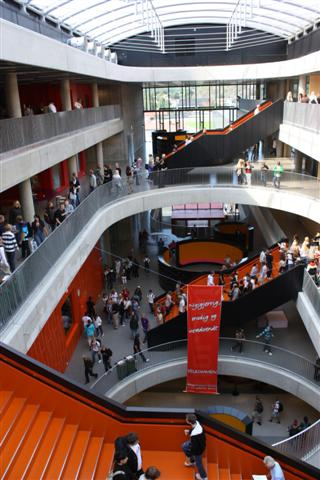
Edificio Thor Heyerdahl la Universidad en Larvik, Noruega
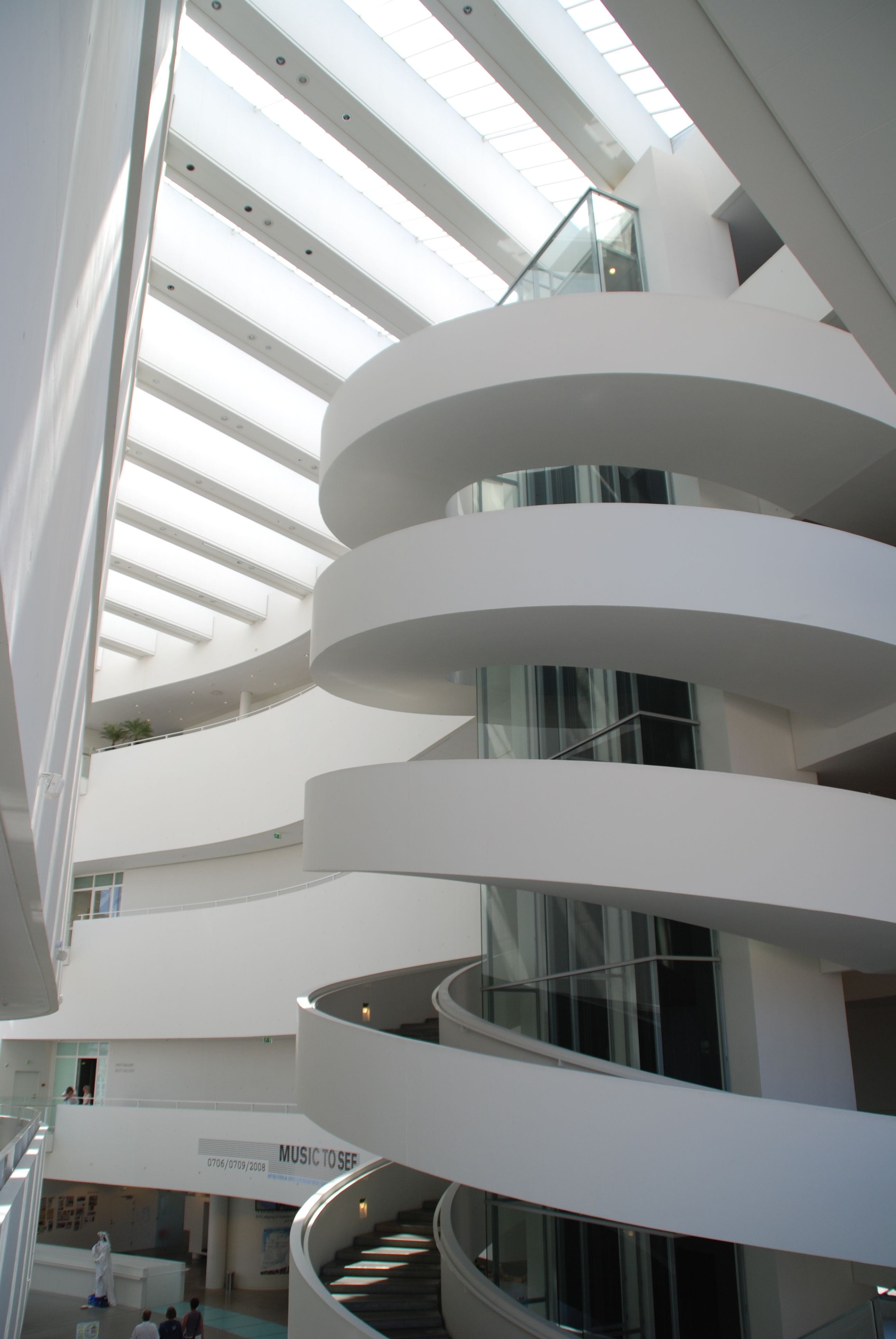
ARoS Aarhus Kunstmuseum, interior

### En progreso
- Ningbo Home of Staff, Ningbo, China (expected completion 2017)
- Konstitucijos Avenue 21 urban complex, Vilnius, Lithuania (competition win 2009)
- Island School, Hong Kong, China (competition win 2014)
- Ningbo New Library, Ningbo, China (expected completion 2017)
- Skanderborg Sports and Administration Centre, Skanderborg, Denmark (competition win 2013)
- Vendsyssel Theatre and Experience Centre, Vendsyssel, Denmark (competition win 2013)
- Expo Green Valley, Shanghái, China (expected completion 2016)
- Ningbo Daily Newspaper Headquarters, Ningbo, China (expected completion 2016)
- Dream Theatre, Dream Dome and Dream Hub for Dream Center, Shanghái China (expected completion 2017)
- CaoHeJing Innovation Incubator, Shanghái, China (expected completion 2016)
- Sunbird Daxi Central Park Residences, Taipéi, Taiwán (expected completion 2016)
- Saltkristallerna, Helsingborg, Sweden (competition win February 2010)[11]

- Warsaw Office Tower, Warsaw, Poland (competition win, November 2011)[12]
- China Mobile Campus, Huaian, China (expected completion 2017)
- China Mobile Campus, Luoyang, China (expected completion 2017)
- New Aalborg University Hospital, Aalborg, Denmark (competition win, 2013)
- Cultural Center and Library, Karlshamn, Sweden (competition win, January 2013)[13]
- Extension of Helsingborg Hospital, Helsingborg, Sweden (competition win 2013)
- Correctional facility in Nuuk, Greenland (competition win 2013)
- New Hospital Hvidovre, Hvidovre, Denmark (competition win 2013)

## Premios
- 1997 Nykredit Architecture Prize
- 2007 MIPIM AR Future Projects Award ('residential' category) for Skytthusbugten[14]
- 2008 LEAF Award, Grand Prix for Performers House
- 2008 MIPIM AR Future Projects Award ('office' category) for Amazon Court
- 2009 Construction and Investment Journal Award ('Best Office Development') for Amazon Court[15]
- 2009 MIPIM AR Future Projects Award ('mixed use' category) for Holbæk Harbour Masterplan
- 2011 New London Award ('learning' category) for City of Westminster College
- 2011 LEAF Award ('structural design' category) for The Crystal[16]
- 2011 Aarhus Municipality Award for Villa Busk/ Vibevej 27, Denmark
- 2011 The Concrete Society Awards, shortlisted for City of Westminster College, England
- 2011 ArchDaily Building of the Year Award for the Crystal, Denmark[17]
- 2012 Arne of the Year Award, shortlisted for The Crystal, Denmark
- 2012 RIBA Award, EU category, shortlisted for The Crystal, Denmark
- 2012 Civic Society Award for University of Aberdeen New Library, UK
- 2013 IABSE Denmark’s Structure Award for the Crystal in Copenhagen
- 2013 RIAS Award 2013 for University of Aberdeen New Library, UK[18]
- 2013 RIBA Award 2013 for University of Aberdeen New Library, UK
- 2014 Lieutenant Governor's Design Award in Architecture for Halifax Central Library

## Galería

The Black Diamond in Copenhagen
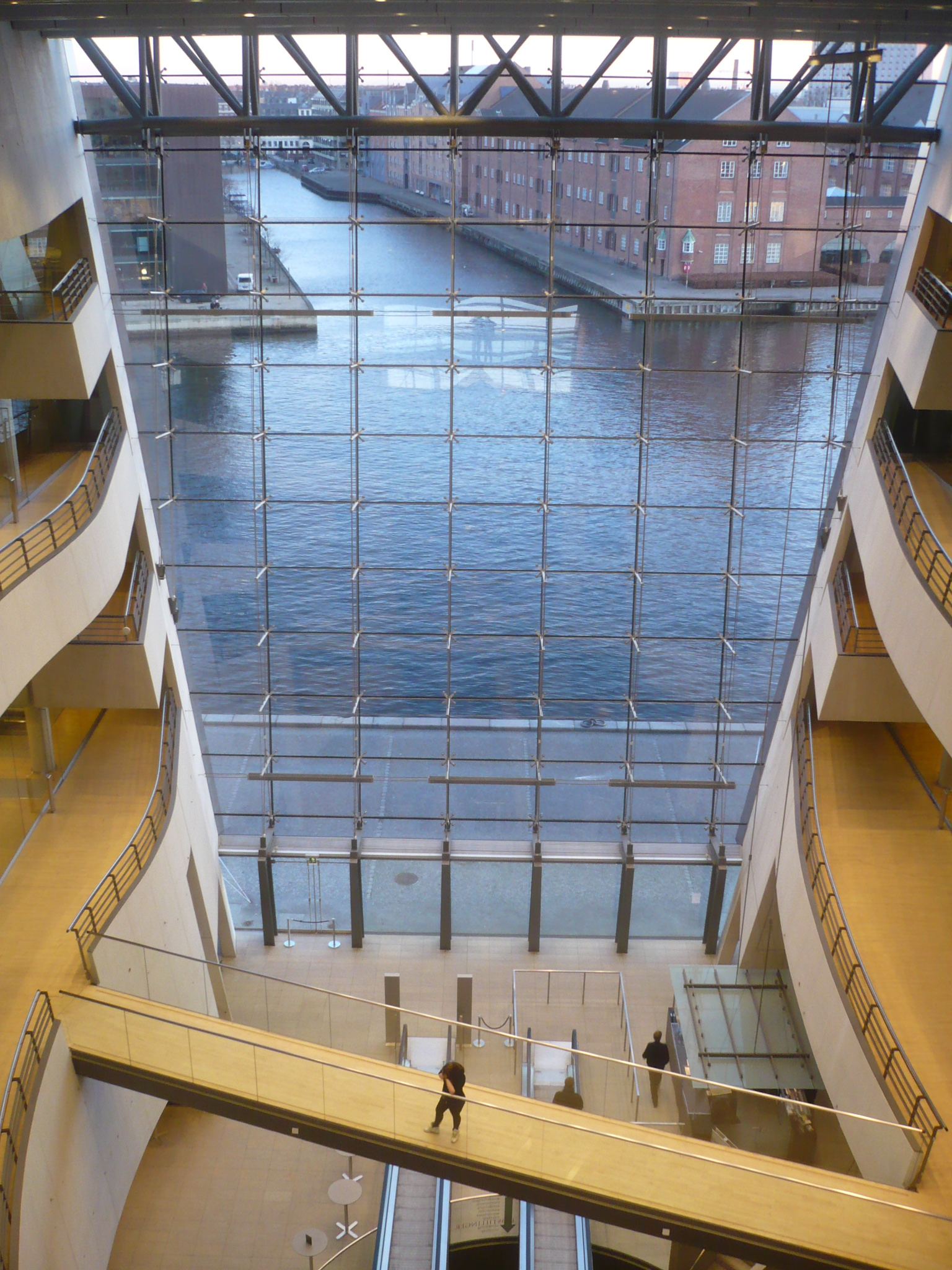
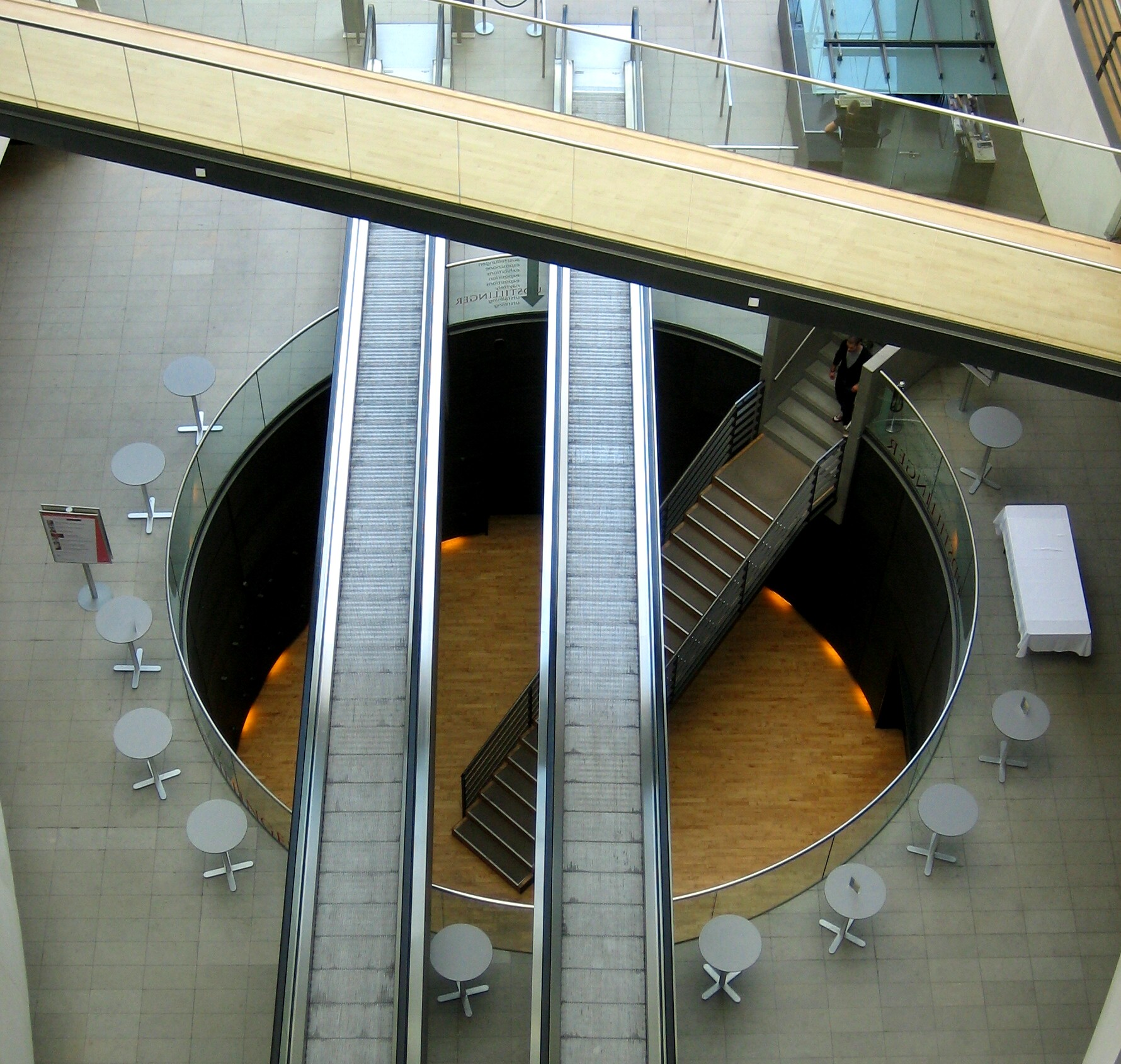
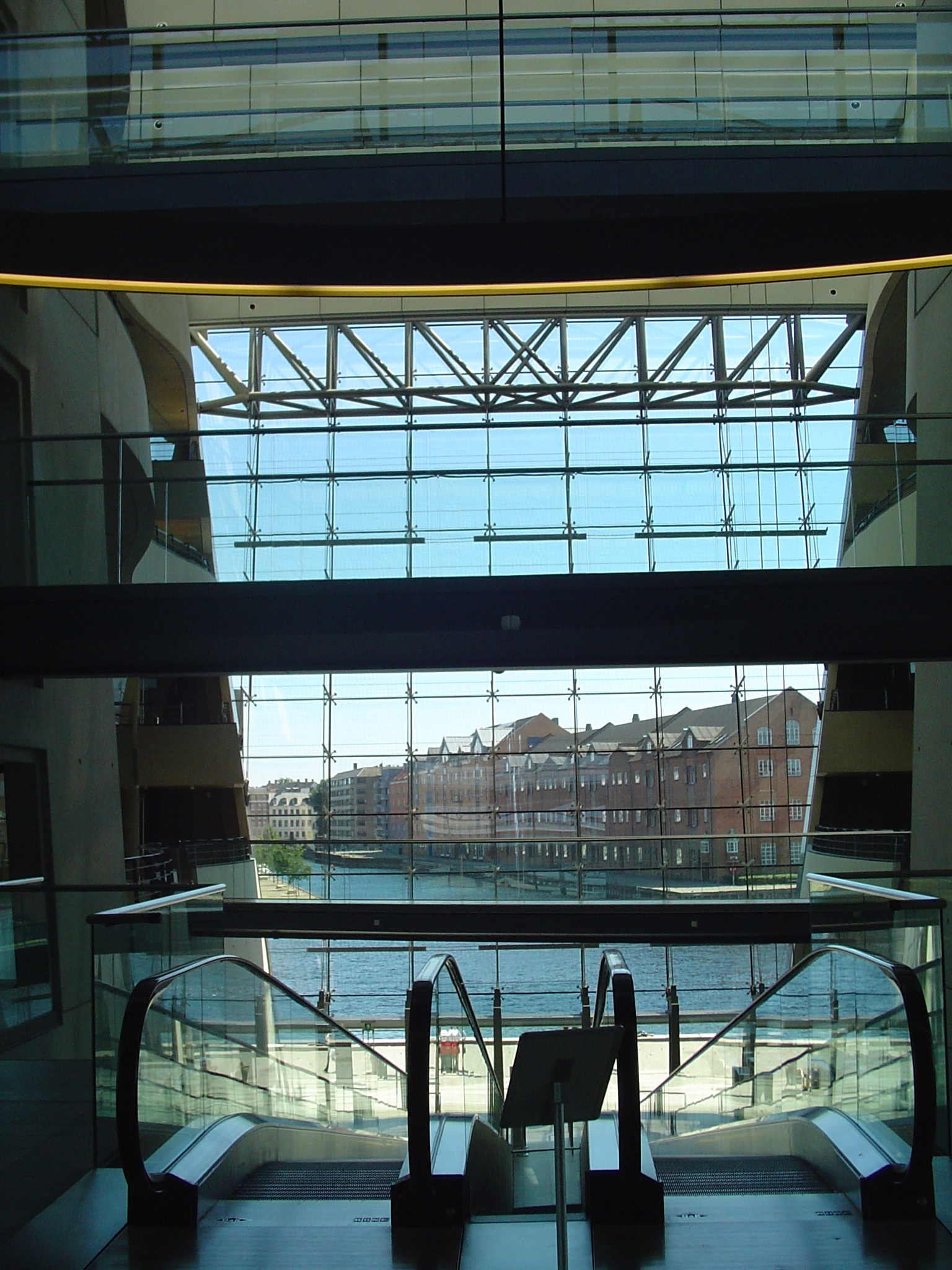
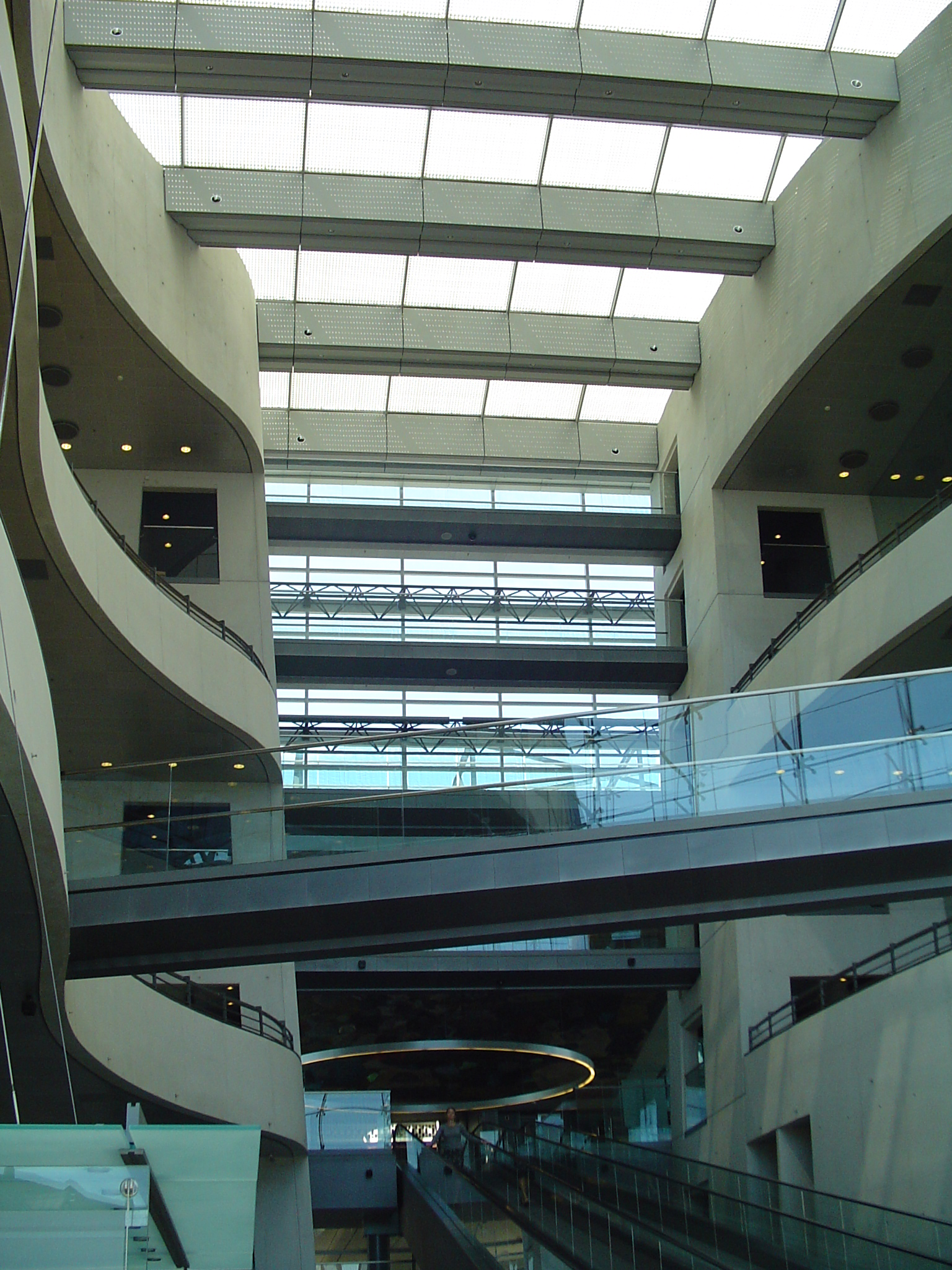
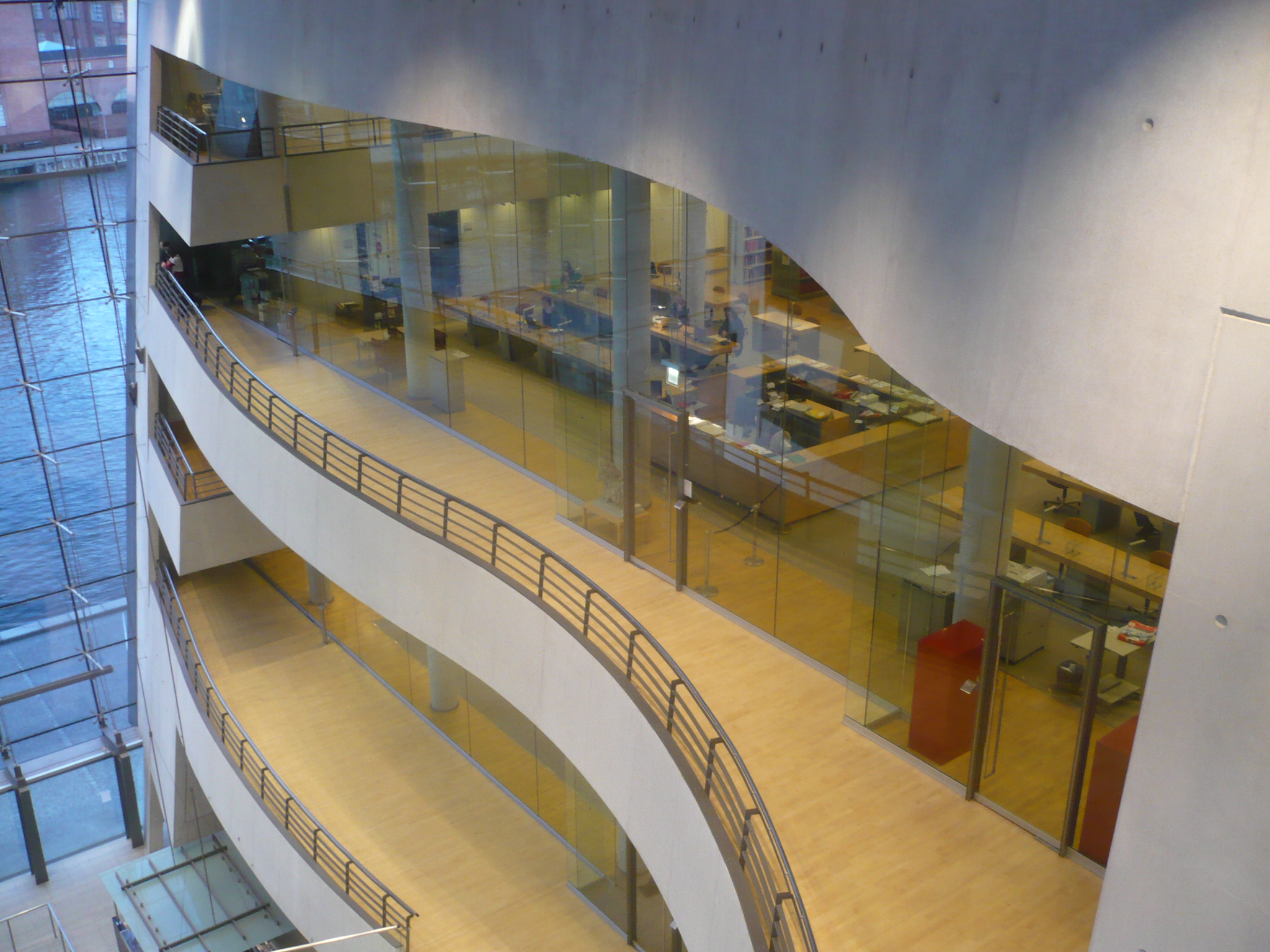
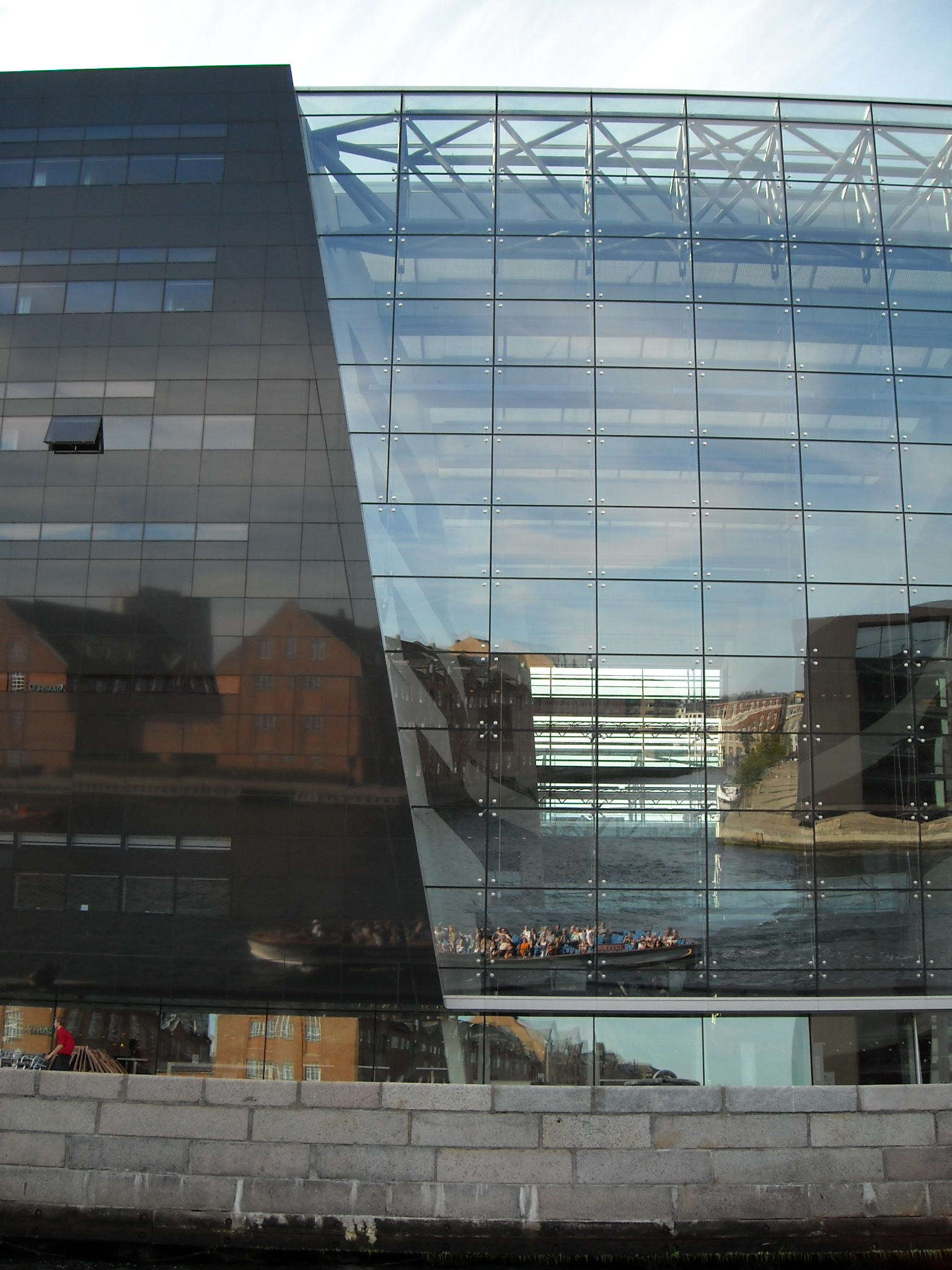
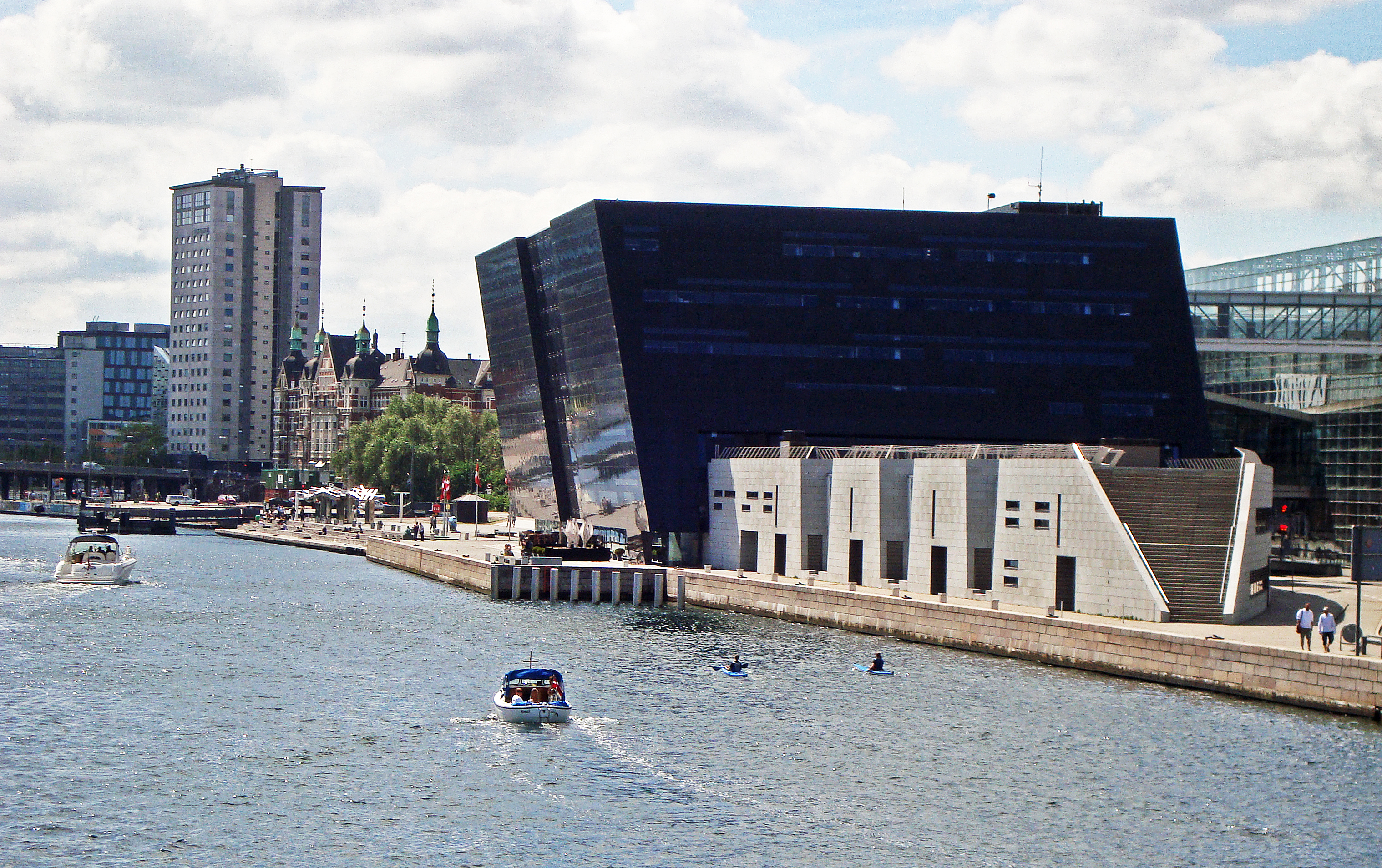
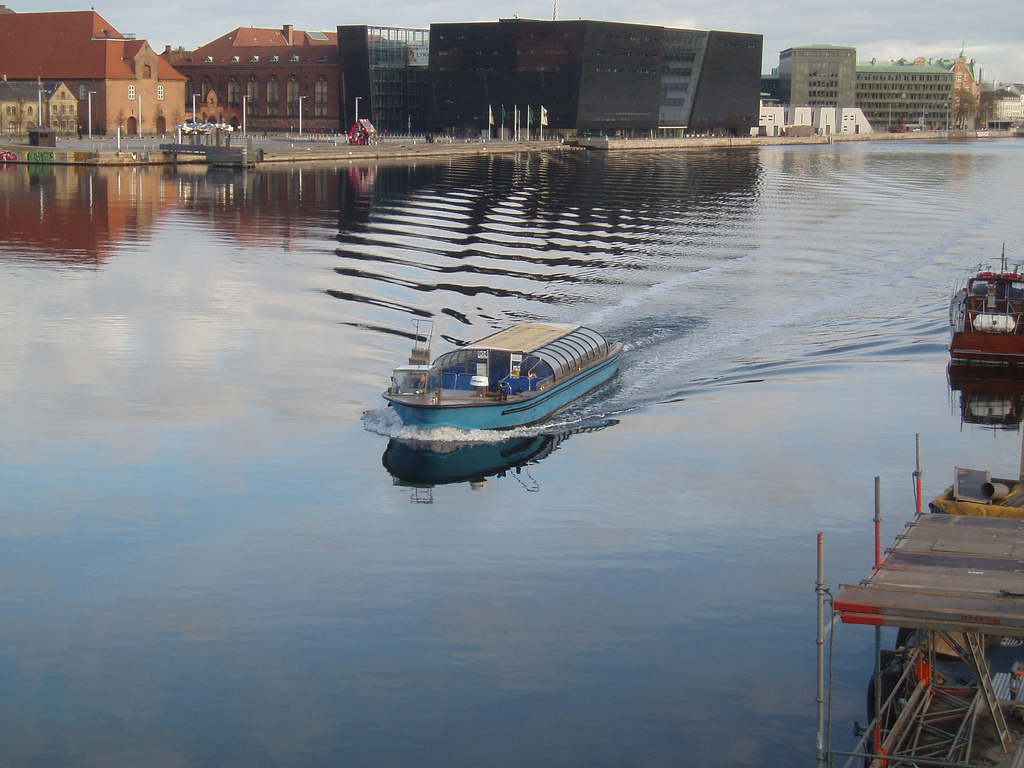

## Leer también
- Marianne Ibler (2007) Global Danish Architecture #2 – Housing. Copenhagen, Denmark: Archipress
- schmidt hammer lassen (1999) The Royal Library – Architectural Images. Copenhagen, Denmark: Gyldendal
- Forster et al. (2005) 10x10_2. London, UK: Phaidon
- schmidt hammer lassen architects (2008) Outline – architecture by schmidt hammer lassen, Birkhäuser Verlag